# Kanton Angers-Nord-Ouest
Kanton Angers-Nord-Ouest (fr. Canton d'Angers-Nord-Ouest) je francouzský kanton v departementu Maine-et-Loire v regionu Pays de la Loire. Tvoří ho dvě obce.

## Obce kantonu
- Angers (severozápadní část)
- Avrillé